# École normale supérieure

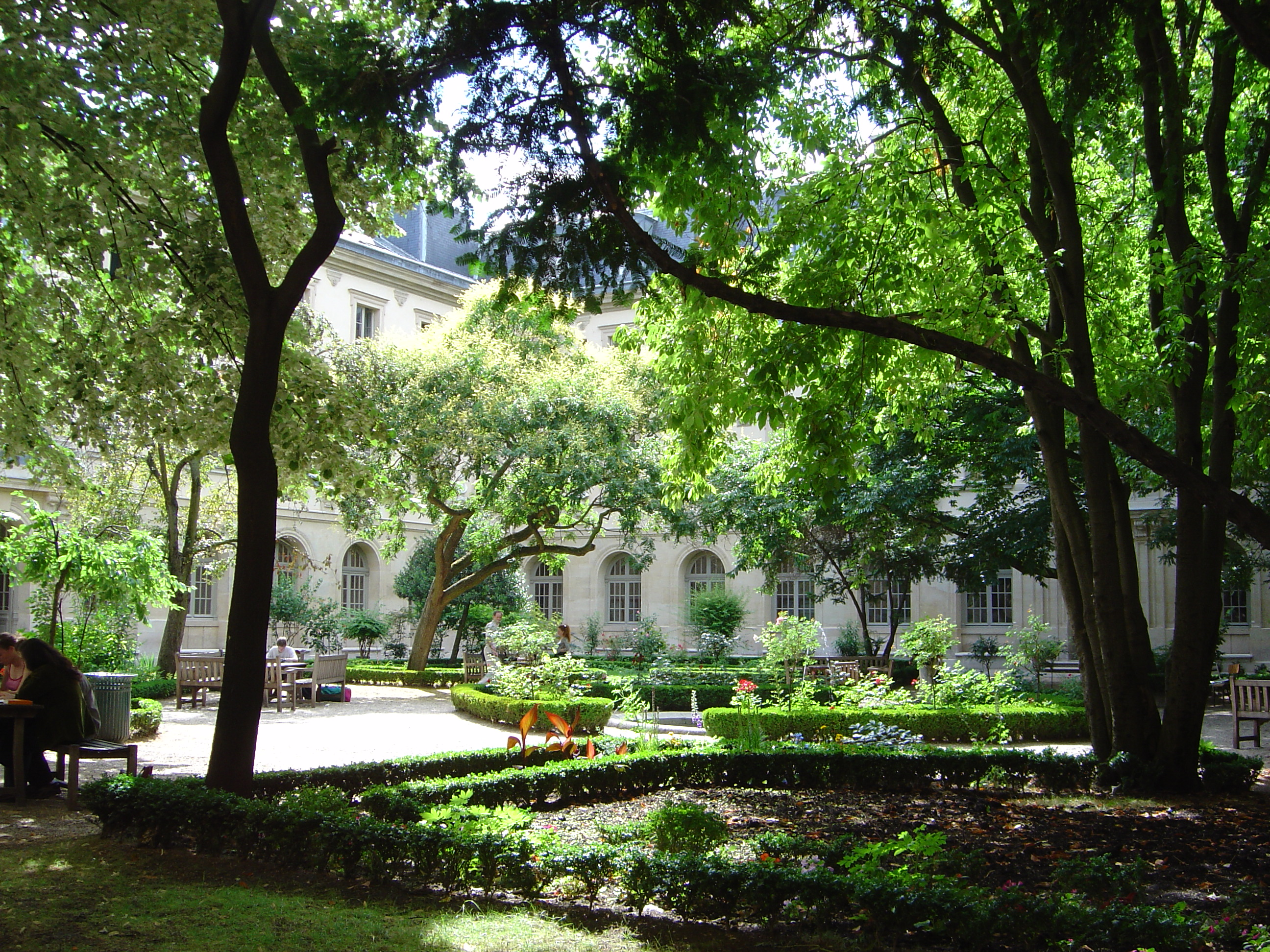

École normale supérieure, ENS, är en prestigefull fransk grande école förlagd i Paris och dess förorter. Dess huvudcampus är förlagd vid rue d'Ulm i Femte arrondissementet, vid Boulevard Jourdan, Paris och i Montrouge.
École Normale Supérieure grundades för att utbilda universitetslärare, men är numera en elitskola för högre ämbetsmän, företagare, forskare och politiker. Dess pedagogik bygger på att kombinera forskning med praktik, och fria kursplaner.
Vid sidan av ENS i Paris har tre andra bildats med samma målsättning:
- École normale supérieure de Lyon (vetenskap),
- École normale supérieure lettres et sciences humaines (humaniora),
- École normale supérieure de Cachan (ren och tillämpad vetenskap, sociologi, ekonomi och management, engelska).

I likhet med andra grandes écoles riktar sig utbildningen till studenter ett par år efter gymnasieutbildningen. Många kommer från förberedande utbildningar. Kurser vid ENS varar i fyra år, och ofta föreläser studenterna vid andra universitet under det tredje året.

## Berömda alumner
- Vetenskap
  - Medicin och biologi
    - Louis Pasteur (1843)

  - Nobelpristagare
    - Claude Cohen-Tannoudji
    - Pierre-Gilles de Gennes
    - Gabriel Lippmann
    - Louis Néel
    - Jean Baptiste Perrin (1891, 1926)
    - Paul Sabatier
    - Alfred Kastler (1921, 1966)
    - Serge Haroche

  - Fysiker
    - Marcel Brillouin (1878)
    - Edouard Branly
    - Léon Brillouin
    - Paul Langevin (1894)
    - Hubert Curien
    - Yves Rocard

- - Matematiker
    - Antoine Augustin Cournot
    - Évariste Galois (1829)
    - Jean Gaston Darboux
    - Paul Emile Appell
    - Jacques Hadamard
    - Henri Lebesgue
    - Paul Painlevé
    - Édouard Lucas
    - Charles Émile Picard
    - Élie Cartan (1888)
    - Mihailo Petrović (1890)
    - Émile Borel
    - Maurice René Fréchet
    - Pierre Fatou (1898)
    - Henri Cartan (1923)
    - Jean Dieudonné (1924)
    - Jacques Herbrand
    - Szolem Mandelbrojt
    - Jean Leray
    - Claude Chevalley
    - Cahit Arf (1932)
    - André Weil
    - Roger Godement (1940)
    - Adrien Douady
    - Fieldsmedaljörer (Frankrikes samtliga Fieldsmedaljörer återfinns bland de f.d. studenterna.)
      - Cédric Villani
      - Laurent Schwartz (1950)
      - Jean-Pierre Serre (1954)
      - René Thom (1958)
      - Alain Connes (1982)
      - Pierre-Louis Lions (1994)
      - Jean-Christophe Yoccoz (1994)
      - Laurent Lafforgue (2002)

- Humaniora
  - Filosofer
    - Louis Althusser
    - Simone de Beauvoir
    - Jean Hyppolite
    - Émile-Auguste Chartier "Alain"
    - Henri Bergson (1878) (Nobelpriset i litteratur 1927)
    - Hippolyte Taine (1893)
    - Raymond Aron (1924)
    - Georges Canguilhem (1924)
    - Jean-Paul Sartre (1924)
    - Maurice Merleau-Ponty (1926)
    - Michel Foucault (1946)
    - Jacques Derrida (1952)
    - André Comte-Sponville (1972)
    - Simone Weil

  - Sociologer
    - Emile Durkheim (1879)
    - Pierre Bourdieu (1951)

  - Författare
    - Romain Rolland (1886) (Nobelpriset i litteratur 1915)
    - Jules Romains
    - Charles Péguy
    - Paul Nizan (1924)
    - Robert Brasillach
    - Jean Giraudoux
    - Léopold Sédar Senghor
    - Charles Péguy (1894)
    - Julien Gracq (1930)
    - Aimé Césaire

  - andra
    - Georges Dumézil (1916)

- Ekonomer
  - Gerard Debreu (1941, Sveriges Riksbanks pris i ekonomisk vetenskap till Alfred Nobels minne 1983)

- Politiker
  - Jean Jaurès (1878)
  - Paul Painlevé
  - Léon Blum (1890) (avstängd under sitt tredje år)
  - Édouard Herriot (1891)
  - Georges Pompidou (1931)
  - Alain Juppé (1964)
  - Laurent Fabius (1966)

## Berömda professorer
- Louis Althusser
- Samuel Beckett
- Pierre Bonnet
- Paul Celan
- Fustel de Coulanges
- Laurent Freidel
- Jean Iliopoulos
- Ernest Lavisse
- Alfred Kastler
- Jacques Derrida